# Pinacopodium gabonense
Pinacopodium gabonense är en tvåhjärtbladig växtart som först beskrevs av Alberto Judice Leote Cavaco och Normand, och fick sitt nu gällande namn av Didier Normand och Cavaco. Pinacopodium gabonense ingår i släktet Pinacopodium och familjen Erythroxylaceae. Inga underarter finns listade i Catalogue of Life.